# 큰제비갈매기
큰제비갈매기(greater crested tern, 학명: Thalasseus bergii, Sterna bergii Lichtenstein)는 갈매기과에 속하는 제비
갈매기류이다. 열대 및 아열대 구세계의 해안과 섬들에 촘촘히 군집을 하며 둥지를 튼다. 인도양 주변 남아프리카 공화국에서 태평양 중앙, 오스트레일리아에 이르는 지역에서 5개의 아종이 발견되며 모든 개체가 철새이다. 다른 종들과는 새의 크기와 부리색으로 구별한다.
윗부분은 갈색이고 아랫부분은 흰색이며 부리는 노랗다.

## 아종
- T. b. bergii (1823)
- T. b. enigma (1979)
- T. b. cristata (1826)
- T. b. thalassina (1914)
- T. b. velox (1827)

## 설명
노란 부리의 길이는 5.4~6.5센티미터에 달하며 다리는 검은색이다. 아종 T. b. bergii의 길이는 46~49센티미터, 날개 길이는 125~130센티미터이다. 이 아종의 몸무게는 325~397그램이다.